# Межрегиональные распределительные сетевые компании
Межрегиональные распределительные сетевые компании (МРСК) — основа структуры распределения электроэнергии в России.
В МРСК входят распределительные сетевые компании (РСК). В распределительные сетевые компании, в свою очередь, вошли сетевые активы реорганизуемых региональных энергокомпаний.
В 2004 году планировалось создать 4 МРСК.
26 октября 2007 года был создан Холдинг МРСК, впоследствии получивший контроль над одиннадцатью операционно-распределительными сетевыми компаниями.
В 2007 году началось обсуждение создания новой конфигурации МРСК на территории РФ, где их число будет увеличено до 11.
В настоящее время межрегиональные распределительные сетевые компании России объединены под эгидой ОАО «Россети».
На декабрь 2013 года существовали:
- ПАО «МРСК Волги»
  - «Мордовэнерго»
  - «Оренбургэнерго»
  - «Пензаэнерго»
  - «Чувашэнерго»
  - «Саратовские Распределительные сети»
  - «Самарские Распределительные сети»
  - «Ульяновские Распределительные сети»
- ПАО «МРСК Северного Кавказа»
  - «Дагэнерго»
  - «Кавказская энергетическая управляющая компания»
  - «Нурэнерго»
  - «Ставропольэнерго»
- ПАО «МРСК Северо-Запада»
  - «Архэнерго»
  - «Вологдаэнерго»
  - «Карелэнерго»
  - «Колэнерго»
  - «Комиэнерго»
  - «Новгородэнерго»
  - «Псковэнерго»
- ПАО «МРСК Сибири»
  - «Алтайэнерго»
  - «Горно-Алтайские электрические сети»
  - «Бурятэнерго»
  - «Красноярскэнерго»
  - "Кузбассэнерго — региональные электрические сети»
  - «Омскэнерго»
  - «Хакасэнерго»
  - «Читаэнерго»
  - «ОАО Тываэнерго» (дочернее зависимое Общество ОАО «МРСК Сибири»)
- ПАО «МРСК Урала»
  - «Пермэнерго»
  - «Свердловэнерго»
  - «Челябэнерго»
  - «ОАО Екатеринбургская электросетевая компания» (дочернее зависимое Общество ОАО «МРСК Урала»)
- ПАО «МРСК Центра»
  - «Белгородэнерго»
  - «Брянскэнерго»
  - «Воронежэнерго»
  - «Костромаэнерго»
  - «Курскэнерго»
  - «Липецкэнерго»
  - «Орёлэнерго»
  - «Тамбовэнерго»
  - «Смоленскэнерго»
  - «Тверьэнерго»
  - «Ярэнерго»
- ПАО «МРСК Центра и Приволжья»
  - «Владимирэнерго»
  - «Ивэнерго»
  - «Калугаэнерго»
  - «Кировэнерго»
  - «Мариэнерго»
  - «Нижновэнерго»
  - «Рязаньэнерго»
  - «Тулэнерго»
  - «Удмуртэнерго»
- ПАО «МРСК Юга»
  - «Астраханьэнерго»
  - «Волгоградэнерго»
  - «Калмэнерго»
  - «Ростовэнерго»
- ПАО «Московская объединённая электросетевая компания»
- АО «Россети Тюмень»
- ПАО «Ленэнерго»
- АО «Россети Янтарь»
- ПАО «Россети Кубань»